# Josef Patrick Rau
Josef „Joe” Patrick Rau (ur. 17 marca 1991) – amerykański zapaśnik walczący przeważnie w stylu klasycznym. Olimpijczyk z Paryża 2024, gdzie zajął dziewiąte miejsce w kategorii do 97 kg. Zajął szesnaste miejsce na mistrzostwach świata w 2019 roku. 
Piąty na igrzyskach panamerykańskich w 2019 i 2023. Złoty medal mistrzostw panamerykańskich w 2015, 2020 i 2023 roku.
Zawodnik Elmhurst College i St. Patrick High School w Chicago. Trzy razy All American w NCAA Division III (2011–2013). Pierwszy w 2013; trzeci w 2012; siódmy w 2011 roku.